# Symphonischer Chor Hamburg
Der Symphonische Chor Hamburg ist ein traditionsreicher Chor in der norddeutschen Großstadt Hamburg. Der Gemischte Chor ist aus dem im Jahr 1886 gegründeten Hamburger Lehrergesangsverein hervorgegangen. Zu seinem Repertoire gehören die großen Werke der europäischen Musikkultur. Auftrittsorte des Chores in Hamburg sind die Laeiszhalle und die Elbphilharmonie.

## Chorleiter
- Richard Barth war mit dem Hamburger Lehrergesangsverein bis 1913 erfolgreich auf Konzertreisen unterwegs.
- Wilhelm Brückner-Rüggeberg, ehemaliger Hochschullehrer an der HfMT Hamburg, leitete bis zu seinem Tod im Jahr 1985 den Symphonischen Chor Hamburg.
- Matthias Janz leitet seit 1985 den Symphonischen Chor Hamburg.

## Repertoire (Auswahl)
- Johann Sebastian Bach: Johannes-Passion
- Johann Sebastian Bach: Matthäus-Passion
- Johann Sebastian Bach: Weihnachtsoratorium Teile I-III und VI
- Ludwig van Beethoven: Missa Solemnis
- Ludwig van Beethoven: 9. Sinfonie
- Johannes Brahms: Ein Deutsches Requiem
- Anton Bruckner: Messe Nr. 3 in f-moll
- Antonín Dvořák: Requiem b-moll
- Antonín Dvořák: Stabat Mater
- Gabriel Fauré: Requiem
- Charles Gounod: Cäcilienmesse
- Georg Friedrich Händel: Belshazzar
- Georg Friedrich Händel: Messiah
- Georg Friedrich Händel: Saul
- Joseph Haydn: Die Schöpfung
- Carl Orff: Carmina Burana
- Felix Mendelssohn Bartholdy: Elias
- Felix Mendelssohn Bartholdy: Lobgesang
- Felix Mendelssohn Bartholdy: Paulus
- Felix Mendelssohn Bartholdy: 1. Walpurgisnacht
- Wolfgang Amadeus Mozart: Requiem in d-Moll KV 626
- Wolfgang Amadeus Mozart: c-moll-Messe
- Francis Poulenc: Gloria
- Pēteris Vasks: Pater Noster
- Giuseppe Verdi: Requiem